# Unutrašnji kostur
Unutrašnji kostur ili Endoskelet je potporna struktura koja se nalazi unutar tijela. Unutrašnji kostur daje tijelu potporu i stabilnost, a omogućava i slobodno kretanje. Pravi unutrašnji kostur razvija se iz mezoderma. 
Endoskelet se javlja u tri koljena i jednom razredu u životinja. Takav oblik kostura nalazi se kod svitkovaca, bodljikaša, spužvi i Coleoidea. Endoskelet koji služi za kretanje ili kao potpora se nalazi u bodljikaša i svitkovaca. Kod spužvi, endoskelet se sastoji od od mikroskopskih iglica ili spikula načinjenih od kalcijeva karbonata ili silicijeva dioksida, prema obliku iglica se određuje vrsta spužve. Endoskelet u spužve može biti i od mreže spongina, elastična bjelančevinasta vlakna, kostur može biti kombinacija iglica i spongina. U komercijalne svrhe se često korste spužve s endoskeletom od spongina. Coleoidae evolucijski gledano nemaju pravi endoskelet, kod mekušaca je egzoskelet evoluirao u nekoliko različitih unutarnjih struktura, poznati primjer je cuttlebone kod sipe, vapnena ploča. Ali zato u tijelu imaju hrskavicu, čak i ako nije mineralizirana, posebice u glavi gdje tvori primitivnu lubanju odnosno hrskavičnu čahuru. Prednost endoskeleta ispred egzoskeleta je što daje veću strukturalnu potporu.